# 리 성종
리 성종(베트남어: Lý Thánh Tông / 李聖宗, 1023년 3월 19일(음력 2월 25일) ~  1072년 2월 1일(음력 1월 10일))은 대월 리 왕조의 제3대 황제(재위: 1054년 ~ 1072년)이다. 성명은 리녓똔(베트남어: Lý Nhật Tôn / 李日尊 이일존)이다. 절일은 승천성절(承天聖節) 또는 건흥절(乾興節)이다.

## 생애

### 즉위 이전
투언티엔 14년 2월 25일(1023년 3월 19일), 당시 개천왕(開天王)이던 리펏마(李佛瑪)의 3남으로 태어났다.
티엔타인 원년 5월 6일(1028년 6월 1일), 황자 리녓똔은 동궁태자(東宫太子) 또는 황태자(皇太子)로 책봉된다.
태종 재위 시기에는 부황이 원행을 나가거나 직접 전쟁을 진두지휘 하는 동안에는 감국(監國) 자격으로 임시로 통치하기도 하였다.
티엔타인 6년(1033년) 8월, 태자 리녓똔을 개황왕(베트남어: Khai Hoàng Vương / 開皇王)에 봉하였다.

### 황제 즉위
숭흥다이바오 6년(1054년) 7월, 태종 리펏마를 대신하여 대리청정을 하게 되었다. 그 해 10월 1일(1054년 11월 3일), 태종 리펏마가 붕어하자 황제로 즉위하였다. 연호를 롱투이타이빈(龍瑞太平)으로 개원하게 되었으며, 국호를 대구월(大瞿越)에서 대월(大越)로 변경하게 된다.

### 재위 중 업적
재위 기간 중에는 농사를 중요시 여겨 수확현장을 시찰을 하거나, 흉년 시기에는 국고를 풀어 곡식과 비단 등을 풀기도 하였다. 또한 잔인한 형벌을 제한하고, 형벌 대신 벌금을 내어 형벌을 줄이는 정책을 펼쳤다. 그리고 최소한의 죄수들의 인권을 보장하려했거나, 세금 감면 등을 통한 인덕이 있는 황제로 칭송하기도 하였다. 또한 대를 이어 불교사업에 착수하여 많은 사찰과 석불상, 청동 종을 만들기도 하였다.
롱투이타이빈 2년(1055년) 10월, 송나라에서 교지군왕(交趾郡王)으로 책봉되었다.
쯔엉타인자카인 원년(1059년) 3월, 송나라를 국경 지역을 정벌하여 대월의 군사력을 과시하였다. 6월, 연호를 쯔엉타인자카인(彰聖嘉慶)으로 개원한다. 8월, 중앙군을 8개의 군현으로 나누었으며, 각 군현의 4개의 부대와 기병과 궁수 등의 도합 100개의 부대로 재편하였다. 
롱쯔엉티엔뜨 원년(1066년) 1월, 1황자의 탄생에 따라 연호를 롱쯔엉티엔뜨(龍章天嗣)로 개원하였다.
롱쯔엉티엔뜨 2년(1067년) 2월, 전쟁에서 패한 송나라에서 개부의동삼사(開府儀同三司)의 관직과 남평왕(南平王)이라는 봉호로 책봉하였다.
티엔후옹바오뜨엉 원년(1068년) 2월, 1황자와 동복형제 2황자의 탄생에 따라 연호를 티엔후옹바오뜨엉(天貺寶象)으로 개원하였다.
티엔후옹바오뜨엉 2년(1069년) 2월, 공물을 중단한 참파를 성종이 직접 정벌하러 나섰으며, 정벌에서 승리한 후 참파의 3개 주(州)를 대월에 복속시키기도 하였다. 7월, 연호를 턴부(神武)로 개원하였다.
턴부 2년(1070년) 8월, 문묘와 공자상 등을 세웠으며, 공자와 선현들의 제사를 하도록 명령하였다. 
턴부 4년 1월 10일(1072년 2월 1일), 성종 리녓똔은 회선전(會僊殿)에서 붕어하게 된다. 향년 50세이다.

## 존호, 묘호, 시호
존호는 응천숭인지도위경용상명문예무효덕성신황제(베트남어: Ứng Thiên Sùng Nhân Chí Đạo Uy Khánh Long Tường Minh Văn Duệ Vũ Hiếu Đức Thánh Thần Hoàng Đế / 應天崇仁至道威慶龍祥明文睿武孝德聖神皇帝) 또는 법천응운숭인지덕영문예무경감용상효도성신황제(法天應運崇仁至德英文睿武慶感龍祥孝道聖神皇帝)이다.
묘호는 성종(베트남어: Lý Thánh Tông / 聖宗)이며, 시호는 인효문무황제(베트남어: Nhân Hiếu Văn Vũ Hoàng Đế / 仁孝文武皇帝)이다.

## 가족관계

### 조부모와 부모
- 조부 : 태조(베트남어: Thái Tổ / 太祖) 리꽁우언(베트남어: Lý Công Uẩn / 李公蘊 이공온)
- 조모 : 영현황태후(베트남어: Linh Hiển Hoàng Thái Hậu / 靈顯皇太后) 레 티 펏응안(베트남어: Lê Thị Phất Ngân / 黎氏佛銀 여씨불은)
- 부친 : 태종(베트남어: Thái Tông / 太宗) 리펏마(베트남어: Lý Phật Mã / 李佛瑪 이불마)
- 모친 : 금천황태후(Kim Thiên Hoàng Thái Hậu/金天皇太后) 마이 티(베트남어: Mai thị / 枚氏 매씨)

### 황후
| 봉호        | 시호(존호)                                                          | 이름 (성씨)                     | 별칭  | 재위년도   | 생몰년도        | 국구 (장인/장모) | 비고  |
| ----------- | ------------------------------------------------------------------- | ------------------------------- | ----- | ---------- | --------------- | ---------------- | ----- |
| 황후 (皇后) | 상양황태후 (Thượng Dương Hoàng Thái Hậu /上陽皇太后)                | 즈엉 티 (Dương thị /楊氏 /양씨) |       | ? ~ 1072년 | ? ~ 1073년      |                  | [ 6 ] |
| 원비 (元妃) | 부성영인황태후 (Phù Thánh Linh Nhân Hoàng Thái Hậu /扶聖靈仁皇太后) | 레 티 (Lê thị /黎氏 /여씨)      | [ 7 ] | (추존)     | 1044년 ~ 1117년 |                  |       |

### 황자
| - | 봉호                             | 이름                                | 생몰년도        | 생모                 | 별칭 | 비고                  |
| - | -------------------------------- | ----------------------------------- | --------------- | -------------------- | ---- | --------------------- |
| 1 | 황태자 (Hoàng Thái Tử /皇太子)   | 리깐득 (Lý Càn Đức /李乾德 /이건덕) | 1066년 ~ 1128년 | 부성영인황태후 레 티 |      | 리 왕조의 제4대 황제. |
| 2 | 명인왕 (Minh Nhân Vương /明仁王) |                                     | 1068년 ~ ?      | 부성영인황태후 레 티 |      | 이름 실전.            |
| 3 | 숭현후 (Sùng Hiền Hầu /崇賢侯)   |                                     | 1069년 ~ 1130년 |                      |      | [ 8 ]                 |

### 황녀
| - | 봉호                                       | 이름                                        | 생몰년도        | 생모               | 부마 | 별칭 | 비고 |
| - | ------------------------------------------ | ------------------------------------------- | --------------- | ------------------ | ---- | ---- | ---- |
| 1 | 동천공주 (Động Thiên Công Chúa /洞天公主)  |                                             |                 | 상양황태후 즈엉 티 |      |      |      |
| 2 | 천성공주 (Thiên Thành Công Chúa /天聖公主) |                                             |                 | 상양황태후 즈엉 티 |      |      |      |
| 3 | 공주 (Công Chúa /公主)                     | 리응옥끼에우 (Lý Ngọc Kiều /李玉嬌 /이옥교) | 1042년 ~ 1113년 |                    |      |      |      |

## 기년
| 성종        | 원년                     | 2년        | 3년                          | 4년        | 5년                          | 6년                          | 7년        | 8년        | 9년        | 10년       |
| ----------- | ------------------------ | ---------- | ---------------------------- | ---------- | ---------------------------- | ---------------------------- | ---------- | ---------- | ---------- | ---------- |
| 서력 (西曆) | 1054년                   | 1055년     | 1056년                       | 1057년     | 1058년                       | 1059년                       | 1060년     | 1061년     | 1062년     | 1063년     |
| 간지 (干支) | 갑오(甲午)               | 을미(乙未) | 병신(丙申)                   | 정유(丁酉) | 무술(戊戌)                   | 기해(己亥)                   | 경자(庚子) | 신축(辛丑) | 임인(壬寅) | 계묘(癸卯) |
| 연호 (年號) | 용서태평 (龍瑞太平) 원년 | 2년        | 3년                          | 4년        | 5년                          | 6년 창성가경 (彰聖嘉慶) 원년 | 2년        | 3년        | 4년        | 5년        |
| 성종        | 11년                     | 12년       | 13년                         | 14년       | 15년                         | 16년                         | 17년       | 18년       | 19년       |            |
| 서력 (西曆) | 1064년                   | 1065년     | 1066년                       | 1067년     | 1068년                       | 1069년                       | 1070년     | 1071년     | 1072년     |            |
| 간지 (干支) | 갑진(甲辰)               | 을사(乙巳) | 병오(丙午)                   | 정미(丁未) | 무신(戊申)                   | 기유(己酉)                   | 경술(庚戌) | 신해(辛亥) | 임자(壬子) |            |
| 연호 (年號) | 6년                      | 7년        | 8년 용창천사 (龍彰天嗣) 원년 | 2년        | 3년 천황보상 (天貺寶象) 원년 | 2년 신무(神武) 원년          | 2년        | 3년        | 4년        |            |